# Blaž Schemua
Blaž Schemua [šémva], avstro-ogrski general slovenskega rodu, * 2. januar 1856, Celovec, † 21. november 1920, Celovec.
Blaž Schemua (tudi Blasius Schemua ali Blaž Žemva) se je rodil v družini častnika Blaža Žemve. Končal vojaško akademijo (Dunajsko Novo mesto 1874) in višjo vojaško šolo (Dunaj 1884), kjer je bil v letih 1893−1897 tudi predavatelj. Leta 1910 je bil v vojnem ministrstvu odgovoren za vsedržavno mobilizacijo. V letih 1911–1912 je bil načelnik v generalštabu avstro-ogrske vojske. Kot general slovenskega rodu je dosegel najvišji položaj v hierarhiji avstro-ogrske vojske.  V začetku balkanskih vojn je bil imenovan za tajnega svetnika in komandanta 16. korpusa v Dubrovniku ter povišan v podmaršala, 1913 je napredoval v generala pehote. Kot komandant 2. korpusa je bil obdolžen za poraz leta 1914 v bitki pri Komarovu in prestavljen za komandanta obrambe Donave od Kremsa do Bratislave. Leta 1915 je bil na lastno željo upokojen.